# Unexist
Unexist, également stylisé UneXist, ou Un3xist, de son vrai nom Francesco Lapicca (né le 20 juillet 1977), est un producteur et disc jockey italien de mainstream hardcore. Durant toute sa carrière, il produit et joue avec d'autres artistes tels que Lenny Dee, The Horrorist, Promo, Manu le Malin, Tommyknocker, et même avec Sid Wilson de Slipknot. Francesco est également apparu sur plusieurs labels comme Altern-Hate, Industrial Strength Records, Lethal Insanity 666 et The Third Movement.

## Biographie
Francesco a grandi dans un petit village italien appelé Osio Sopra. Au début des années 1990, il emprunte initialement le nom de DJ Jappo, et débute dans le mixage audio à 14 ans, après avoir découvert la techno hardcore au club Number One de Brescia,, puis joue dans d'autres clubs tels que Evolution en Suisse, ou encore le CBGB à New York, et participe à des soirées et festivals tels que Thunderdome. À son passage au Number One, il se rappelle : « J'ai aimé cet endroit et je suis immédiatement tombé amoureux du genre musical [la techno hardcore]. J'ai acheté une cassette à Claudio Lancinhouse et ça pulsait à donf. Je me souviens du morceau qui m'a retourné, Fucking Hostile de Lenny Dee. »
Il commence la composition musicale sur Atari avec Cubase et un sampler Akai 900 au studio de Claudio Lancinhouse. Il fait paraître le titre Exlxaxl sur l'EP The Real Motherfuckers qui sera un énorme succès. Selon ces termes « le hardcore me fait perdre ma colère, ma douleur et mon agressivité. C'est une dépendance… » Fait important, Francesco emménage et part vivre une année à New York ; là-bas il s'essaye au scratch lors de soirées et réalise qu'il a du talent pour scratcher. Depuis lors il est devenu l'un des meilleurs scratchers de la scène techno hardcore. Concernant son nom, Jappo, il explique « tous mes amis m'appelaient Jappo depuis le collège. C'est plus court et plus facile à se prononcer que Iapicca. D'abord c'était Iappi, puis Jappo. »
En 2009, il compose avec DaY-már l'hymne officiel de l'édition Fight Night de Thunderdome. Tous les deux effectuent un mixset pendant l'événement, qui est enregistré et publié comme album live la même année ; il est accueilli par Partyflock avec une note de 91 sur 100.
En 2011, il participe à l'édition Raveolution de l'événement Q-Base avec notamment Ran-D. Le 9 février 2013, il vient sur Paris, en France, lors de la soirée Le Grand Méchant Beat. Le 8 avril 2013, il sort son nouvel EP intitulé Refuse. En 2015, il participe à l'édition Riders of Retaliation du festival Dominator avec Nosferatu, Tha Playah et Destructive Tendencies. À la fin 2016, il est convié au festival techno Toxicator en Allemagne. En juin 2017, il est annoncé pour le Decibel Outdoor aux côtés de DJ Mad Dog, AniMe, Noize Suppressor, et Tears of Fury.

## Influences
Unexist révèle s'inspirer de groupes de heavy metal comme Slipknot et Korn, qu'il qualifie comme ses premières sources d'inspiration. Il dit aussi écouter des groupes de hip-hop et rappeurs comme le Wu-Tang Clan, N.W.A, Biggie Smalls et Eminem, un style musical qu'il apprécie car ayant déjà scratché des morceaux.

## Discographie

### Album studio
- 2006 : Contagion (DT6 Inc.)

### EP et singles
- 1997 : Rhythm (sous le nom DJ Jappo, avec DJ Lancinhouse) (D-Boy Black Label)
- 1997 : The Real Motherfuckers (sous le nom DJ Jappo, avec DJ Lancinhouse) (Industrial Strength Limited)
- 1997 : Sensation of the Mind (sous le nom DJ Jappo) (Coolman Records)
- 1997 : XTR Experiment (sous le nom DJ Jappo, avec DJ Lancinhouse) (Mokum Records)
- 1998 : Sacrifice (sous le nom DJ Jappo, avec DJ Lancinhouse) (Industrial Strength Limited)
- 1998 : No More Fucking Around (sous le nom DJ Jappo) (D-Boy Black Label)
- 1999 : Can I Hear Alleluja Muthafuka (sous le nom DJ Jappo, avec Tieum) (Gobble Records)
- 1999 : Disintegrator Rising Next
- 2000 : Industrial Strength Europe
- 2000 : Happy EP (sous le nom DJ Jappo)
- 2001 : Exlxaxl (sous le nom DJ Jappo, avec DJ Lancinhouse) (Industrial Strength Limited
- 2001 : Mental Disease (Lethal Insanity Records)
- 2003 : X (Lethal Insanity Records)
- 2004 : Will Break Your Face (The Third Movement)
- 2004 : The Missing Chromosome (avec Promo)
- 2006 : Lesson (avec Tieum)
- 2006 : Step Into our World (avec Tommyknocker) (Traxtorm Records Sinful Edition)
- 2008 : Spank Yer Ass (12) (DT6 Inc.)
- 2009 : Fight the Power (avec (DJ Mad Dog)
- 2009 : The Thunderdome Fight Night Anthems 2009 (avec DaY-már, split avec The Outside Agency et Mindustries) (Thunderdome Records)
- 2010 : Anarchy (DT6 Inc.)
- 2011 : Don't Exist (DT6 Inc.)
- 2015 : Disconnected (DT6 Inc.)
- 2015 : Blaze it Up (avec The Void)
- 2015 : Underground Existence
- 2016 : Beat Drop (avec OGM909) (Industrial Strength Records)
- 2016 : Dope Shit (avec Malke) (Masters of Hardcore)
- 2017 : Kings Never Die (Dogfight Records)